# Latouille-Lentillac
Latouille-Lentillac é uma comuna francesa na região administrativa de Occitânia, no departamento de Lot. Estende-se por uma área de 11,71 km². Em 2010 a comuna tinha 235 habitantes (densidade: 20,1 hab./km²).